# Phytocoris broweri
Phytocoris broweri är en insektsart som beskrevs av Knight 1920. Phytocoris broweri ingår i släktet Phytocoris och familjen ängsskinnbaggar. Inga underarter finns listade i Catalogue of Life.